# Israels herrjuniorlandslag i ishockey
Israels herrjuniorlandslag i ishockey representerar Israel i ishockey för herrjuniorer. Laget spelade sin första landskamp i Sofia under juniorvärldsmästerskapets D-grupp julen 1996-1997, och förlorade då med 3-12 mot Estland.

### Fotnoter
1. ↑  ”Championnat du monde 1997 des moins de 20 ans”. Hockeyarvhives. 1996-1997. http://www.passionhockey.com/hockeyarchives/U-20_1997.htm. Läst 16 december 2013.